# Chlorocoris tau
Chlorocoris tau är en insektsart som beskrevs av Maximilian Spinola 1837. Chlorocoris tau ingår i släktet Chlorocoris och familjen bärfisar. Inga underarter finns listade i Catalogue of Life.